# Pomaria canescens
Pomaria canescens là một loài thực vật có hoa trong họ Đậu. Loài này được (Fisher) B.B.Simpson miêu tả khoa học đầu tiên.